# Alejandro Guzmán Schremser
Alejandro Guzmán Schremser (San Fernando, 24 de diciembre de 1867-Santiago, 3 de enero de 1939) fue un ingeniero chileno, director general de la Empresa de los Ferrocarriles del Estado (EFE) entre 1912 y 1918 y gestor de la construcción de varias líneas de ferrocarril en su país.

## Biografía
Nació en San Fernando el 24 de diciembre de 1867, y realizó sus estudios en el Liceo de Hombres de dicha ciudad y en el Instituto Nacional General José Miguel Carrera de Santiago. Posteriormente, estudió ingeniería civil en la Universidad de Chile, obteniendo su título el 4 de diciembre de 1893. Posteriormente, su carrera laboral se inició como ingeniero segundo de la sección de puentes y caminos de la Dirección de Obras Públicas; bajo dicho cargo formó parte de la construcción de los ferrocarriles de Temuco a Pitrufquén (1894), de Los Vilos a Illapel (1895-1890), de Osorno a Pichi-Ropulli (1896-1900), de Osorno a Puerto Montt (1900-1901), de Chillán a Tomé (1901) y de Alcones a Pichilemu (1902).
Estuvo a cargo de la Inspección General de Ferrocarriles de la Dirección General de Obras Públicas entre 1905 y 1910, y entre 1911 y 1912; en dichos periodos se destacó la participación en la solución de los problemas que acarreaba la construcción del Ferrocarril Arica-La Paz. En 1908 realizó la cátedra de Topografía en la Universidad de Chile.
El 2 de marzo de 1912 asumió como director interino de Obras Públicas, y el 30 de agosto del mismo año fue designado director general de la Empresa de los Ferrocarriles del Estado (EFE), reemplazando a Omer Huet y desempeñando dicho cargo hasta mayo de 1914, cuando es nombrado en la Dirección de Obras Nuevas, siendo reemplazado de manera interina en la dirección de EFE por Justiniano Sotomayor. Retornó a la dirección general de la Empresa de los Ferrocarriles del Estado a finales de 1914, periodo en el cual le correspondió iniciar las obras de construcción de la Maestranza San Bernardo.
Dejó la dirección general de EFE el 14 de julio de 1918, cuando fue nombrado director de la Caja de Retiros y Previsión Social de los Ferrocarriles del Estado, puesto del cual jubiló en 1924, y en 1933 recibió la Medalla de Oro del Instituto de Ingenieros de Chile, institución que a la vez lo nombró miembro honorario.
Falleció en Santiago el 3 de enero de 1939; sus restos fueron velados en la iglesia de San Francisco y sus funerales se realizaron el día 5 en el Cementerio General.